# ديك هنت
ديك هنت (بالإنجليزية: Dick Hunt)‏ هو لاعب كرة قاعدة أمريكي، ولد في 1847 في نيويورك في الولايات المتحدة، وتوفي بنفس المكان في 20 نوفمبر 1895.

## وصلات خارجية
- ديك هنت على موقعبيزبول رفرنس.كوم (الدوري الرئيسي) (الإنجليزية)